# Guarani FC (Alegrete)
Guarani FC is een Braziliaanse voetbalclub uit Alegrete, in de staat Rio Grande do Sul.

## Geschiedenis
.

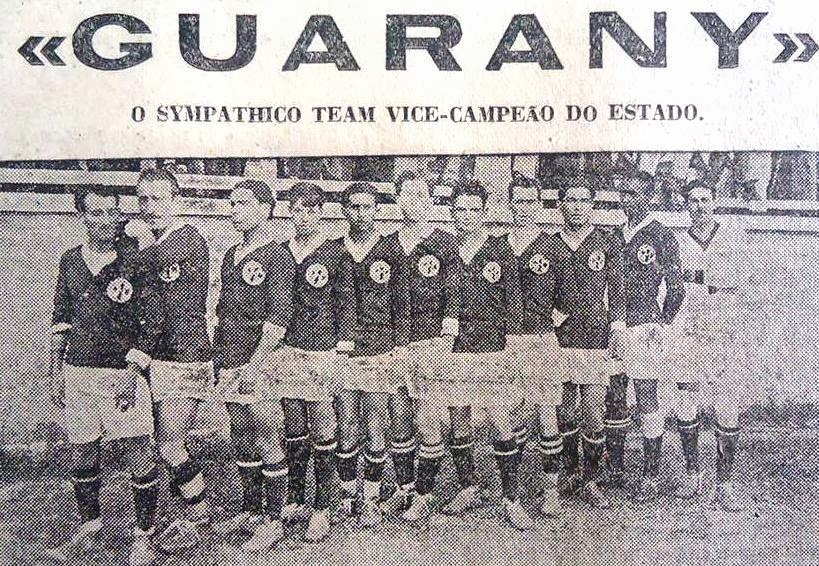
Elftal dat vicekampioen werd in 1931

De club werd opgericht in 1922. In 1922 en 1931 werd de club vicekampioen van het Campeonato Gaúcho.

## Bekende ex-spelers
- Moderato Wisintainer